# (5394) Jurgens
Pour les articles homonymes, voir Jurgens.
(5394) Jurgens est un astéroïde de la ceinture principale.

## Description
(5394) Jurgens est un astéroïde de la ceinture principale. Il fut découvert le 6 mars 1986 à la station Anderson Mesa par Edward L. G. Bowell. Il présente une orbite caractérisée par un demi-grand axe de 2,38 UA, une excentricité de 0,16 et une inclinaison de 1,7° par rapport à l'écliptique.

## Compléments